# 13e arrondissement de Marseille
Pour les articles homonymes, voir 13e arrondissement.
Le 13e arrondissement de Marseille, l’un des seize arrondissements de Marseille, est situé dans les quartiers nord de la ville. C'est l'arrondissement le plus peuplé avec 102 540 habitants. Avec le 14e arrondissement de Marseille, il fait partie du septième secteur de Marseille, et comprend 11 quartiers. Le maire actuel du septième secteur est le maire LR Marion Bareille.
L'arrondissement est résidentiel, mais abrite également un campus et des écoles.

## Quartiers

13e arrondissement de Marseille.

Cet arrondissement est divisé en 11 quartiers : Château Gombert, La Croix-Rouge, Malpassé, Les Médecins, Les Mourets, Les Olives, Palama, La Rose (y compris Frais-Vallon), Saint-Jérôme, Saint-Just et Saint-Mitre.

## Transports en commun
Cet arrondissement est desservi par les stations suivantes de la ligne 1 du métro de Marseille :
- La Rose - Technopôle de Château Gombert
- Frais Vallon
- Malpassé
- St Just

## Démographie
En 2022, l'arrondissement comptait 93 425 habitants.
| 1968   | 1975   | 1982   | 1990   | 1999   | 2006   | 2011   | 2016   | 2021   |
| ------ | ------ | ------ | ------ | ------ | ------ | ------ | ------ | ------ |
| 73 640 | 82 915 | 83 517 | 78 823 | 79 955 | 86 826 | 90 804 | 91 754 | 92 261 |

| 2022   | - | - | - | - | - | - | - | - |
| ------ | - | - | - | - | - | - | - | - |
| 93 425 | - | - | - | - | - | - | - | - |

## Bâtiments et installations

### Établissements scolaires et universitaires
- Université de Provence Aix-Marseille I
- École polytechnique universitaire de Marseille
- Centrale Méditerranée
- Laboratoire d'astrophysique de Marseille
- Le Centre de mathématiques et informatique (CMI) de l'université de Provence
- L'Institut de mécanique de Marseille
- Le CFA propreté PACA INHNI de Marseille, un des 9 en France métropolitaine
- Lycée Denis-Diderot
- École Lacordaire
- Lycée Sévigné
- Lycée Antonin-Artaud
- Lycée Charlotte-Grawitz
- Lycée Jacques-Raynaud[Ref 1]
- Lycée Simone veil

### Hôpitaux
- Hôpital Laveran

## Culture

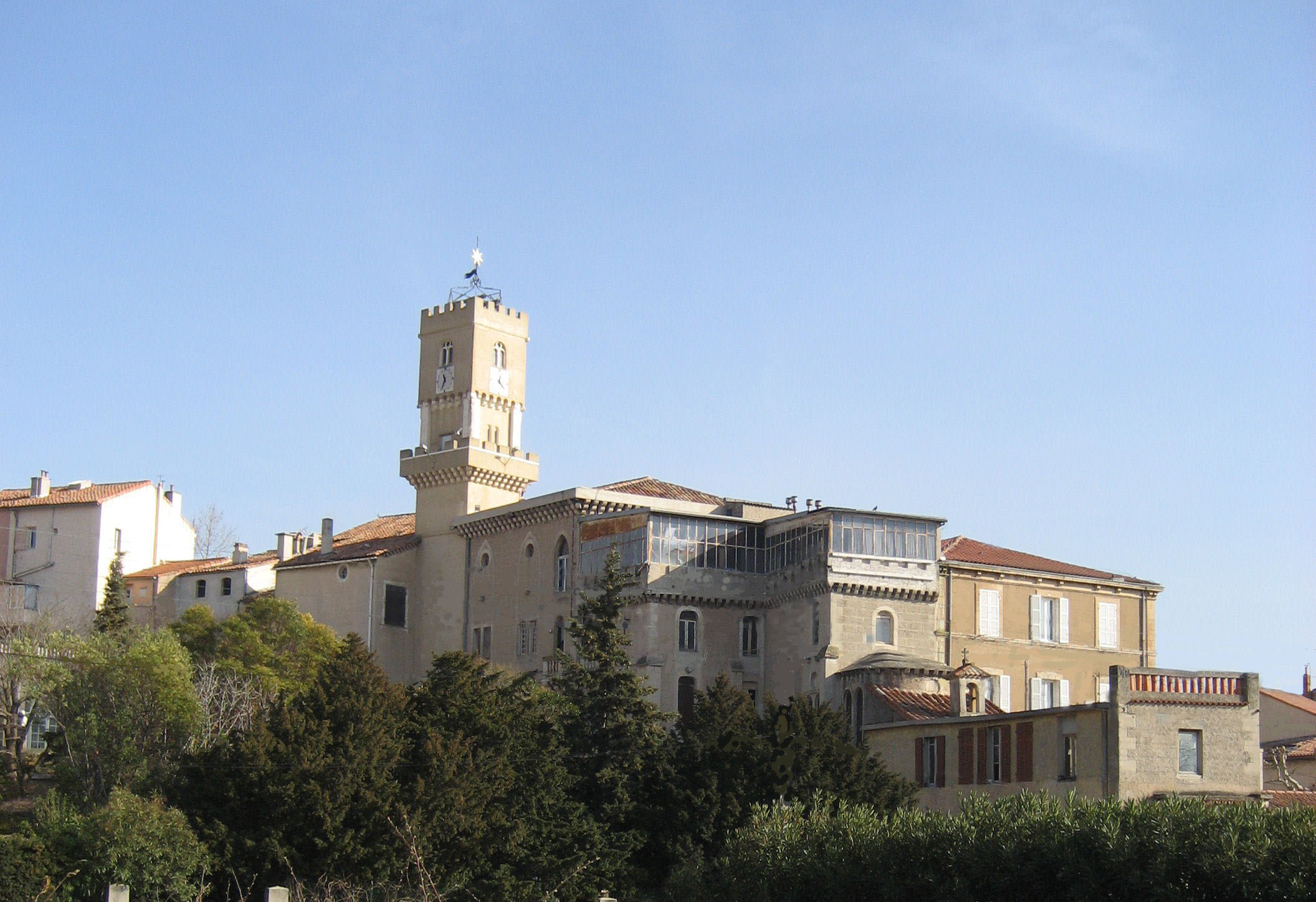
Le Musée du Terroir Marseillais dans le quartier Château-Gombert.

- Musée du Terroir Marseillais.
- Musée de la moto.

## Statistiques par quartiers

### Population des quartiers du13earrondissementdeMarseille
| quartier        | population 1990 | population 1999 | population 2006 |
| --------------- | --------------- | --------------- | --------------- |
| Château Gombert | 2 419           | 3 406           | 4 728           |
| La Croix-Rouge  | 3 864           | 3 621           | 5 165           |
| Malpassé        | 10 634          | 10 340          | 11 535          |
| Les Médecins    | 788             | 1 065           | 1 061           |
| Les Mourets     | 1 610           | 1 677           | 1 759           |
| Les Olives      | 14 089          | 14 565          | 14 269          |
| Palama          | 2 269           | 2 318           | 2 651           |
| La Rose         | 14 561          | 13 537          | 14 153          |
| Saint-Jérôme    | 8 378           | 9 608           | 10 578          |
| Saint-Just      | 13 907          | 13 347          | 13 755          |
| Saint-Mitre     | 6 208           | 6 690           | 7 173           |
| Total           | 78 727          | 80 174          | 86 826          |

### Éducation et Formation par quartiers en 2006
| Quartier        | 15 ans et + non scolarisés | total sans diplômes | % sans diplômes | total au moins BAC+3 | % au moins BAC+3 |
| --------------- | -------------------------- | ------------------- | --------------- | -------------------- | ---------------- |
| Château-Gombert | 3 175                      | 504                 | 15,88 %         | 523                  | 16,47 %          |
| La Croix-Rouge  | 3 572                      | 832                 | 23,30 %         | 330                  | 9,24 %           |
| Malpassé        | 7 196                      | 3 034               | 42,16 %         | 389                  | 5,40 %           |
| Les Médecins    | 761                        | 106                 | 13,90 %         | 149                  | 29,58 %          |
| Les Mourets     | 1 360                      | 347                 | 25,52 %         | 103                  | 7,57 %           |
| Les Olives      | 10 153                     | 3 126               | 30,79 %         | 614                  | 6,04 %           |
| Palama          | 1 916                      | 326                 | 17,02 %         | 283                  | 14,74 %          |
| La Rose         | 9 312                      | 3 629               | 38,97 %         | 371                  | 3,98 %           |
| Saint-Just      | 9 360                      | 2 469               | 26,38 %         | 884                  | 9,44 %           |
| Saint-Mitre     | 4 849                      | 1 140               | 23,51 %         | 623                  | 12,65 %          |
| Saint-Jérôme    | 5 955                      | 1 855               | 31,16 %         | 560                  | 9,41 %           |
| Arrondissement  | 57 608                     | 17 369              | 30,15 %         | 4 829                | 8,38 %           |
| Total Marseille | 590 908                    | 149 305             | 25,27 %         | 79 435               | 13,44 %          |

### Taux de chômage par quartiers en 2006

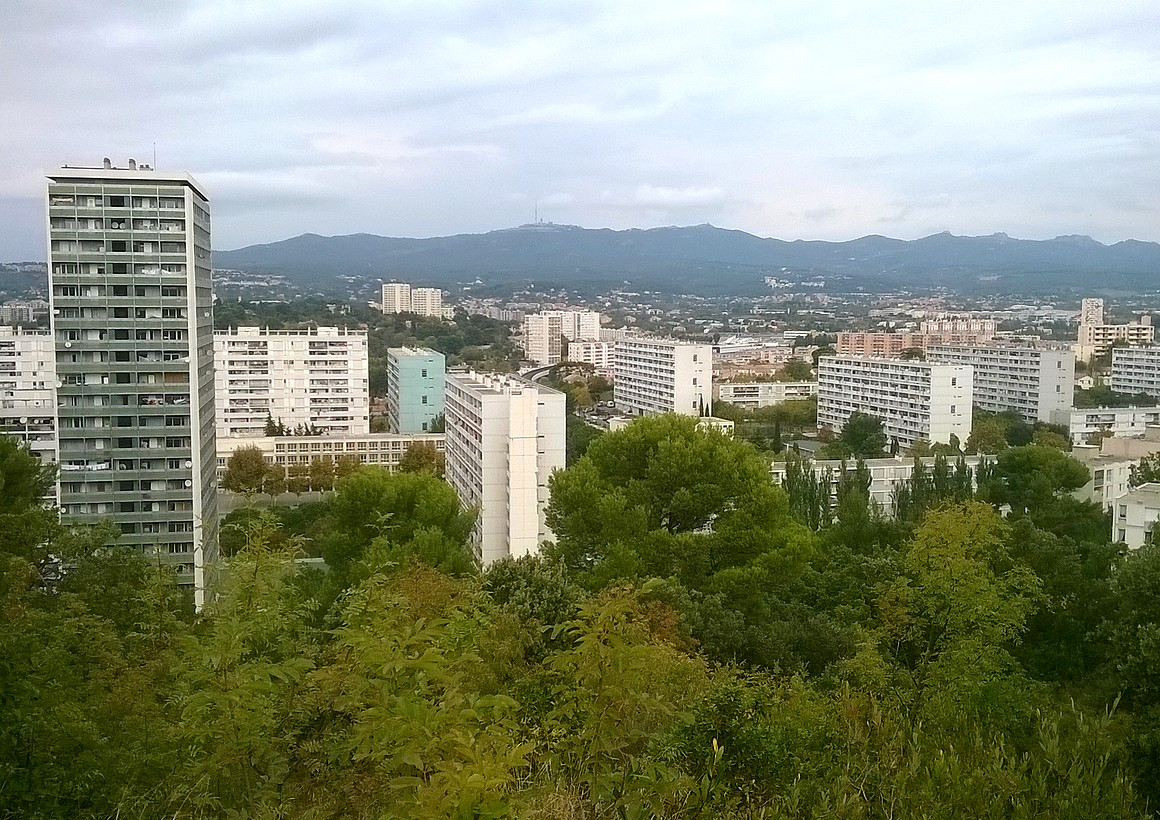
Quartier Frais-Vallon, rattaché à La Rose.

| Quartier        | Population active | Nombre de chômeurs | Taux de chômage |
| --------------- | ----------------- | ------------------ | --------------- |
| Château-Gombert | 2 080             | 113                | 5,44 %          |
| La Croix-Rouge  | 2 491             | 373                | 14,98 %         |
| Malpassé        | 4 193             | 1 211              | 28,87 %         |
| Les Médecins    | 446               | 25                 | 5,60 %          |
| Les Mourets     | 745               | 54                 | 7,19 %          |
| Les Olives      | 6 089             | 1 126              | 18,50 %         |
| Palama          | 1 255             | 105                | 8,34 %          |
| La Rose         | 5 535             | 1 583              | 28,59 %         |
| Saint-Just      | 5 598             | 1 105              | 19,74 %         |
| Saint-Mitre     | 3 206             | 404                | 12,61 %         |
| Saint-Jérôme    | 3 944             | 810                | 20,54 %         |
| Arrondissement  | 35 584            | 6 908              | 19,41 %         |
| Total Marseille | 352 855           | 64 330             | 18,23 %         |

### Les bénéficiaires de la couverture maladie universelle complémentaire (CMU-C) par quartiers
La CMU complémentaire (CMU-C) est une complémentaire santé gratuite qui prend en charge ce qui n'est pas couvert par les régimes d'assurance maladie obligatoire elle est attribuée sous condition de (faibles) ressources.
| Quartier        | population couverte 2008 | bénéficiaires CMU-C 2008 | % bénéficiaires 2008 |
| --------------- | ------------------------ | ------------------------ | -------------------- |
| Château-Gombert | 3 974                    | 132                      | 3,32 %               |
| La Croix-Rouge  | 4 342                    | 614                      | 14,14 %              |
| Malpassé        | 10 172                   | 3 115                    | 30,62 %              |
| Les Médecins    | 900                      | 56                       | 6,22 %               |
| Les Mourets     | 2 082                    | 45                       | 2,16 %               |
| Les Olives      | 13 249                   | 2 133                    | 16,10 %              |
| Palama          | 1 822                    | 44                       | 2,41 %               |
| La Rose         | 13 176                   | 3 643                    | 27,65 %              |
| Saint-Just      | 11 190                   | 2 925                    | 26,14 %              |
| Saint-Mitre     | 6 694                    | 562                      | 8,40 %               |
| Saint-Jérôme    | 7 895                    | 2 268                    | 28,73 %              |
| Arrondissement  | 75 496                   | 15 537                   | 20,58 %              |
| Total Marseille | 718 664                  | 132 156                  | 18,39 %              |

### Les Familles par quartiers en 2006
| Quartier             | familles | dont monoparentales | % familles monoparentales | familles de 4 enfants et + | % familles 4 enfants et + |
| -------------------- | -------- | ------------------- | ------------------------- | -------------------------- | ------------------------- |
| Château-Gombert      | 1 288    | 124                 | 9,66 %                    | 16                         | 1,26 %                    |
| La Croix-Rouge       | 1 457    | 255                 | 17,49 %                   | 64                         | 4,39 %                    |
| Malpassé             | 2 755    | 801                 | 29,07 %                   | 266                        | 9,64 %                    |
| Les Médecins         | 315      | 30                  | 9,50 %                    | 5                          | 1,58 %                    |
| Les Mourets          | 514      | 84                  | 16,38 %                   | 5                          | 1,02 %                    |
| Les Olives           | 3 911    | 839                 | 21,45 %                   | 132                        | 3,38 %                    |
| Palama               | 786      | 79                  | 9,99 %                    | 5                          | 0,69 %                    |
| La Rose              | 3 509    | 1 050               | 29,92 %                   | 273                        | 7,79 %                    |
| Saint-Just           | 3 516    | 905                 | 25,73 %                   | 196                        | 5,57 %                    |
| Saint-Mitre          | 1 937    | 315                 | 16,25 %                   | 33                         | 1,72 %                    |
| Saint-Jérôme         | 2 323    | 586                 | 25,24 %                   | 184                        | 7,94 %                    |
| Total arrondissement | 22 311   | 5 067               | 22,71 %                   | 1 180                      | 5,29 %                    |
| Total Marseille      | 213 538  | 46 568              | 21,81 %                   | 8 414                      | 3,94 %                    |

### Logements par quartiers au 8/3/1999
| Quartier        | % locataires | % immeubles collectifs | % 4 pièces et plus |
| --------------- | ------------ | ---------------------- | ------------------ |
| Château-Gombert | 33,38 %      | 33,75 %                | 57,12 %            |
| La Croix-Rouge  | 36,75 %      | 65,30 %                | 67,12 %            |
| Malpassé        | 69,92 %      | 86,90 %                | 41,76 %            |
| Les Médecins    | 9,17 %       | 0,83 %                 | 72,22 %            |
| Les Mourets     | 4,57 %       | 5,27 %                 | 81,55 %            |
| Les Olives      | 47,20 %      | 67,94 %                | 53,46 %            |
| Palama          | 6,74 %       | 20,83 %                | 91,05 %            |
| La Rose         | 75,16 %      | 91,15 %                | 49,72 %            |
| Saint-Just      | 55,61 %      | 89,03 %                | 40,64 %            |
| Saint-Mitre     | 46,64 %      | 76,60 %                | 59,79 %            |
| Saint-Jérôme    | 58,55 %      | 80,44 %                | 46,53 %            |
| Arrondissement  | 54,24 %      | 74,23 %                | 51,17 %            |
| Total Marseille | 51,73 %      | 82,86 %                | 38,21 %            |

### Population des quartiers par tranches d'âge au 8/3/1999
| Quartier        | % 0-19 ans | % 20-39 ans | % 40-59 ans | % 60-74 ans | % 75 ans et + |
| --------------- | ---------- | ----------- | ----------- | ----------- | ------------- |
| Château-Gombert | 22,46 %    | 28,39 %     | 26,72 %     | 12,77 %     | 9,66 %        |
| La Croix-Rouge  | 25,10 %    | 27,84 %     | 24,97 %     | 12,24 %     | 6,85 %        |
| Malpassé        | 30,78 %    | 27,77 %     | 21,37 %     | 12,47 %     | 7,61 %        |
| Les Médecins    | 24,88 %    | 22,44 %     | 34,46 %     | 11,27 %     | 6,95 %        |
| Les Mourets     | 19,86 %    | 21,77 %     | 31,48 %     | 16,28 %     | 10,61 %       |
| Les Olives      | 27,01 %    | 24,14 %     | 26,03 %     | 12,18 %     | 7,64 %        |
| Palama          | 23,55 %    | 24,03 %     | 35,55 %     | 13,72 %     | 3,15 %        |
| La Rose         | 29,70 %    | 27,89 %     | 22,46 %     | 12,99 %     | 6,95 %        |
| Saint-Just      | 25,89 %    | 27,42 %     | 23,10 %     | 14,43 %     | 9,16 %        |
| Saint-Mitre     | 25,93 %    | 26,86 %     | 27,43 %     | 12,50 %     | 7,28 %        |
| Saint-Jérôme    | 27,16 %    | 37,76 %     | 19,63 %     | 10,61 %     | 4,84 %        |
| Arrondissement  | 27,14 %    | 28,46 %     | 24,17 %     | 12,85 %     | 7,38 %        |
| Total Marseille | 23,16 %    | 28,67 %     | 24,84 %     | 14,18 %     | 9,16 %        |

## Économie

### Revenus de la population et fiscalité
En 2010, le revenu fiscal médian par ménage était de 24 113 €, ce qui plaçait le 13e arrondissement au 7e rang parmi les 16 arrondissements de Marseille.

## Résultats électoraux
| Scrutin             | Scrutin             | 1er tour | 1er tour  | 1er tour | 1er tour | 1er tour | 1er tour | 1er tour | 1er tour | 1er tour | 1er tour | 1er tour | 1er tour | 2d tour | 2d tour | 2d tour | 2d tour | 2d tour | 2d tour |
| Scrutin             | Scrutin             | 1er      | 1er       | %        | 2e       | 2e       | %        | 3e       | 3e       | %        | 4e       | 4e       | %        | 1er     | 1er     | %       | 2e      | 2e      | %       |
| ------------------- | ------------------- | -------- | --------- | -------- | -------- | -------- | -------- | -------- | -------- | -------- | -------- | -------- | -------- | ------- | ------- | ------- | ------- | ------- | ------- |
| Présidentielle 2017 | Présidentielle 2017 |          | FN        | 31,14    |          | LFI      | 24,82    |          | EM       | 18,32    |          | LR       | 15,30    |         | EM      | 56,68   |         | FN      | 43,32   |
| Présidentielle 2022 | Présidentielle 2022 |          | LFI       | 30,39    |          | RN       | 27,43    |          | LREM     | 19,10    |          | REC      | 11,39    |         | LREM    | 50,53   |         | RN      | 49,47   |
| Législatives 2022   | 3e                  |          | LFI-Nupes | 27,92    |          | RN       | 24,73    |          | Agir-Ens | 21,43    |          | REC      | 16,20    |         | RN      | 54,63   |         | LFI     | 45,37   |
| Législatives 2024   | 3e                  |          | RN        | 42,90    |          | LE-NFP   | 36,01    |          | Ren-Ens  | 11,29    |          | LR       | 5,47     |         | RN      | 50,82   |         | LE      | 49,18   |